# Charles-Joseph de Raffélis de Saint-Sauveur
Pour les articles homonymes, voir Rafélis.
Charles-Joseph de Raffélis de Saint-Sauveur (né à Orange le 5 octobre 1725, mort à Paris le 28 avril 1791) est un ecclésiastique qui fut évêque de Tulle de 1764 à 1791.

## Biographie
Charles-Joseph-Marie est le sixième enfant de Pierre-Marc-Samaritain de Rafélis, seigneur de Saint-Sauveur dit le « Marquis de Saint-Sauveur », gouverneur de Saint-Paul-Trois-Châteaux, et de Marie-Clotilde Mercier. Destiné à l'Église, il est archidiacre d'Amiens puis vicaire général de Louis-François-Gabriel d'Orléans de la Motte et il est pourvu en commende de l'abbaye Saint-Jean d'Orbestier dans le diocèse de Luçon. Nommé évêque de Tulle le 25 août 1764, il est confirmé le 17 décembre et sacré le 25 janvier suivant par l'évêque d'Amiens. En 1770 il devient également commendataire de  l'abbaye Saint-Pierre de Montiéramey dans le diocèse de Troyes.
Lors de la Révolution française, après l'adoption de la Constitution civile du clergé, il refuse en janvier 1791 l'offre de Jacques Brival, procureur général syndic de la commune de Tulle et futur conventionnel qui lui propose de devenir évêque constitutionnel du nouveau diocèse de la Corrèze et il doit céder son siège à Jean-Joseph Brival l'oncle du syndic. Il se retire alors à Paris où il meurt trois mois plus tard le 28 avril.